# 精液冷凍貯藏
精液冷凍貯藏（Semen cryopreservation）是指以低溫保存精子細胞活性的程序。精液可以透過深低溫保存永久保存。若考慮以人類精液進行冷凍貯藏，之後又成功受孕的案例，據文獻記載貯藏最長達24年。精液冷凍貯藏可以用在捐精（精子銀行），可能捐精者和需要精子者相距距離較遠，或是在捐精後一段時間才需要精子，若男性接受输精管切除术或是像化学疗法、放射線療法等會影響生育能力的手術前，也可能會先將精液冷凍貯藏，保留日後再養育後代的可能性。在1954年時就已有用冷凍精液解凍後成功受孕的例子。
精液冷凍儲藏技術廣泛應用於男性不孕症患者，及畜牧業的人工繁殖上。對於即將進行化學治療等細胞毒殺治療的患者，該技術也能事先保存患者的生殖能力。

## 保存方法

### 冷凍
最常用的精液冷凍保護劑是甘油（佔冷凍保護劑溶液的10%），而甘油溶液中也常加入蔗糖、其他的雙醣或三醣。冷凍保護劑溶液會加入蛋黄或大豆卵磷脂，比較使用這兩種物質，精液在解凍後，在精子活動力、變形程度、在體外和玻尿酸盐結合的能力以及其DNA的完整性上，兩者沒有顯著的差異。
冷凍保護劑中的其他成份可以增加精子在冷凍後的存活率及受孕率。在冷凍貯藏前，用肝素結合蛋白來處理精子，可以減少精子的冷凍傷害，也減少自由基（Reactive oxygen species）的生成。在冷凍保護劑中加入神經成長因子可以減少精子的死亡速率，增加精子解凍後的活動力。若在冷凍前，用環糊精將膽固醇摻入精子細胞膜中，也可以增加精子活動力。
精液的冷凍會用控制速率的慢速冷卻（深低溫保存，簡稱SPF），另一種冷卻方式是較新式的快速冷卻，稱為玻璃化。玻璃化的解凍後活動力以及冷凍存活比例都比慢速深低溫保存要高。

### 解凍
最理想的解凍溫度是40 °C，不過解凍溫度的細微調整對精子活動力、頂體狀態、ATP含量以及DNA完整性的影響不大。精液冷凍後的解凍也有許多不同的技術，在Di Santo等人2012年的文獻中都有提到。

### 再冷凍
比較冷凍再解凍一次和三次的精液，在DNA片段化的風險差異不大。前提是精液和其原始的冷凍保護劑一起再冷凍，中間沒有經過精子洗滌或其他類似程序，而用來進行人工受精前，會先用密度梯度離心或swim-up進行分離。

## 對於精子品質的影響
有些證據證實精子在冷凍後，單股斷裂、DNA縮合及片段化的比例增加，這也會增加後代DNA突變的風險。使用抗氧化剂以及良好的冷凍控溫可能可以改善此情形。
在長期的追蹤研究中，用冷凍後精液受孕的人和一般人比較，其先天性障碍或染色体畸变的比例相近，還沒有證據支持用冷凍後精液受孕的人有較高的風險。

## 歷史
對於精液冷凍儲藏的歷史能夠追溯到1776年，義大利人拉扎羅·斯帕蘭札尼嘗試使用冰雪保存精子。1949年克利斯朵夫·波尔吉利用甘油冷凍保護的特性，大幅改善了精液保存技術。自此，人們開始成功以冷凍儲藏的精液，進行各種物種的人工受精。